# IrfanView
IrfanView (ili skraćeno IView) je besplatni (freeware) preglednik slika za operacijski sustav Microsoft Windows. Osnovna mu je namjena pregled slika, ali posjeduje i mnoštvo mogućnosti za uređivanje i pretvorbu grafičkih datoteka, kao i za pregled audio i video datoteka. Vrlo je cijenjen zbog svoje brzine, lakoće korištenja i mogućnosti rukovanja mnogim formatima grafičkih datoteka.

## O programu
Program se pojavio 1996. godine a ime je dobio po svom autoru Irfanu Škiljanu. IrfanView radi pod svim modernim inačicama Windowsa, od Windows XP do Windows 11.
Program se isporučuje u dva oblika, kao samoraspakirajuća instalacijska datoteka ili spakiran u ZIP arhivu, što znači da se može jednostavno raspakirati u bilo koji direktorij (odnosno da instalacija nije potrebna), pa i na prijenosne medije kao što je USB memorija.

## Mogućnosti
Neka bitna svojstva programa su sljedeća:
- Kompaktnost – osnovna instalacijska datoteka je velika samo 3 MB, a instalacija dodataka (eng. plugins) 20 MB.
- Mnogobrojne opcije za pregled i obradu slika, uključujući i slijednu obradu (eng. batch processing).
- Postoje programski dodatci (eng. plug-ins) za proširenje mogućnosti (uglavnom za multimedijske datoteke).
- Postoje lokalizirane verzije za razne jezike, uključujući hrvatski.
- Podrška za Unicode.
- Prilagodba slika za web-stranice.
- Pretvorba niza slika u samostojeću prezentaciju sa slajdovima (eng. slide show) koja se može snimiti kao izvršni program (EXE) ili čuvar zaslona (eng. screensaver) u formatu SCR.
- Izrada umanjenih sličica (eng. thumbnails).
- Ugrađena podrška za preuzimanje slika sa skenera ili snimaka zaslona.

## Vanjske poveznice
- Službena stranica programa (engleski)
- Preglednik fotografija IrfanView. PC chip. Inačica izvorne stranice arhivirana 19. veljače 2021. Pristupljeno 7. prosinca 2009.
- Seth Rosenblatt. 8. studenoga 2008. IrfanView 4.25 - CNET editors' review (engleski)
- Sue Chastain. IrfanView Free Image Viewer. About.com (engleski). Inačica izvorne stranice arhivirana 12. srpnja 2014. Pristupljeno 7. prosinca 2009.